# فاییرتن (نیوجرسی)
فاییرتن (به انگلیسی: Fairton) یک منطقهٔ مسکونی در ایالات متحده آمریکا است که در شهرستان کامبرلند، نیوجرسی واقع شده‌است. فاییرتن ۷٫۷۳۹ کیلومتر مربع مساحت و ۱٬۲۶۴ نفر جمعیت دارد و ۸ متر بالاتر از سطح دریا واقع شده‌است.